# يلوستون (مسلسل تلفزيوني)
يلوستون (بالإنجليزية: Yellowstone)‏ هو مسلسل تلفزيوني درامي أمريكي أنشأه تايلور شيريدان وجون لينسون والذي عرض لأول مرة في 20 يونيو 2018 على شبكة باراماونت. من بطولة كيفين كوستنر وويس بنتلي وكيلي ريلي ولوك غريمس وكول هوسر وجيل برمنغهام. يسرد المسلسل الصراعات على طول الحدود المشتركة لمزرعة ماشية كبيرة ومحمية هندية ومطوري الأراضي. في يونيو 2019، جددت شبكة باراماونت المسلسل للموسم الثالث، والذي عرض لأول مرة في 21 يونيو 2020. في فبراير 2020، جددت شبكة باراماونت السلسلة للموسم الرابع، قبل العرض الأول لموسمها الثالث.

## روابط خارجية
- يلوستون على موقع IMDb (الإنجليزية)
- يلوستون على موقع ميتاكريتيك (الإنجليزية)
- يلوستون على موقع روتن توميتوز (الإنجليزية)
- يلوستون على موقع نتفليكس (الإنجليزية)
- يلوستون على موقع كينوبويسك (الروسية)
- يلوستون على موقع ألو سيني (الفرنسية)
- يلوستون على موقع قاعدة بيانات الفيلم (الإنجليزية)

- الموقع الرسمي
- يلوستون  في قاعدة بيانات الأفلام على الإنترنت (بالإنجليزية)